# 北京市八达岭人民公墓
北京市八达岭人民公墓，位于北京市延庆县八达岭镇里炮村，是北京市属陵园之一。

## 简介
北京市八达岭人民公墓南依燕山山脉，北面为妫川盆地，东为八达岭长城城关，西为官厅水库。该公墓始建于1986年，占地面积近千亩。1993年，溥任为该公墓题写“八达岭人民公墓”。
该公墓墓区种植着松柏和花草。安葬在此的名人有外国语教授许国璋等人。